# جمهوری جنوا

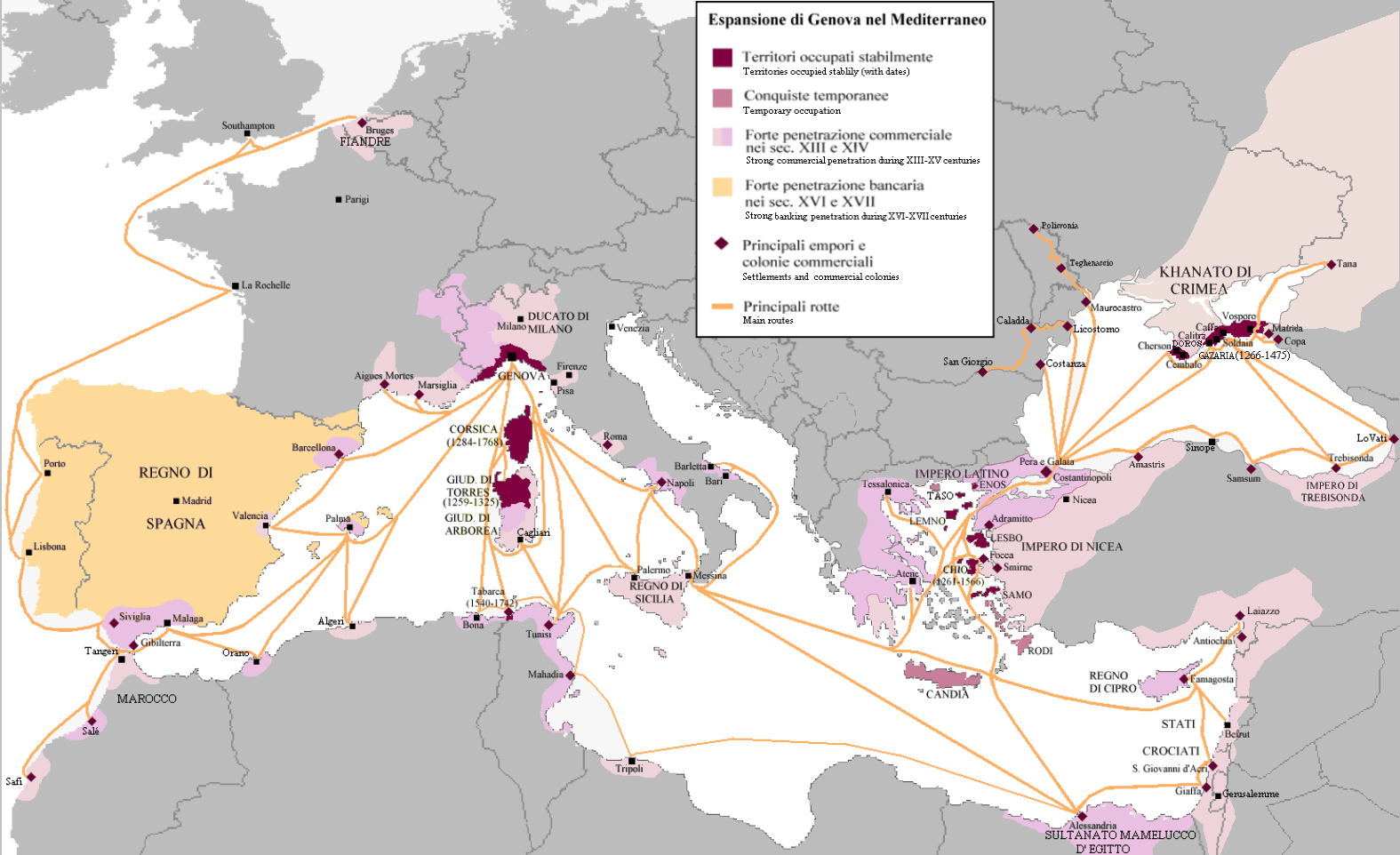
مسیرهای تجاری جمهوری جنوا

جمهوری جنوا (به ایتالیایی: Repubblica di Genova) (لیگوری: Repúbrica de Zêna) نام حکومتی بین سالهای ۱۳۴۷ تا ۱۷۶۸ میلادی در منطقه شمال غربی ایتالیا و در نزدیکی مرز با فرانسه بود. این حکومت سر انجام در ۱۷۶۸ نابود و در سال ۱۸۱۵ در پی سقوط ناپلئون بناپارت، جزئی از قلمروی پادشاهی ساردنی شد.